# 桃林鐵馬道
桃林鐵馬道，是在臺灣鐵路管理局林口線停駛後，2018年桃園市政府在其路廊上改建的自行車道及人行道。興建工程名為「臺鐵林口線路廊活化工程」，分為龜山段、健行段、南山段及林口段等四個路段，總計經費大約新臺幣4億7,000萬元，並爭取到內政部營建署「城鎮之心工程計畫」經費補助。

## 歷史
- 2012年12月28日：結束營運客運列車。
- 2012年12月31日：結束營運運煤列車。
- 2018年10月30日：活化工程優先段完工[3]。
- 2019年2月26日：成功路至大坑路段開工[4]。
- 2019年3月15日：大坑路至南山路段開工[5]，隔年8月21日完工[6]。
- 2024年5月：南山路段與周邊營盤溪綠廊開始串接工程，預計十月完工，並準備進一步串接南崁溪自行車道[7][8]。
- 2024年6月：位於龜山區過窄路段拓寬，並宣布銜接至臺61線工程將動工，預計隔年秋天完工[9][10]。